# 愛知銀行
株式会社愛知銀行（あいちぎんこう、英: The Aichi Bank, Ltd.）は、愛知県名古屋市中区に本店を置いていた第二地方銀行。あいちフィナンシャルグループの子会社であった。

## 概要
行名の通り愛知県を主な営業エリアとする金融機関。愛知県と経済・生活面でつながりが深い岐阜市と岐阜県東濃地方、浜松市、三重県北部のほか、東京都と大阪市に支店を持つ。
旧三菱銀行の親密地銀であり、愛知県内でのシェアは三菱UFJ銀行（旧東海銀行）、名古屋銀行に次ぐ3位である。
相互銀行から普通銀行への転換後は、同行のスローガンとして「あい、ふれあい、きずきあい」が掲げられている。1980年代終わりの銀行CM解禁の前に、中央相互銀行としてラジオCMを多数放送していた。
2022年（令和4年）10月、中京銀行と経営統合し、あいちフィナンシャルグループの子会社となった。
2025年（令和7年）1月1日には、中京銀行を吸収合併し「株式会社あいち銀行」に商号を変更。
なお、同じ名古屋市内に本店を置く愛知信用金庫とは無関係である。

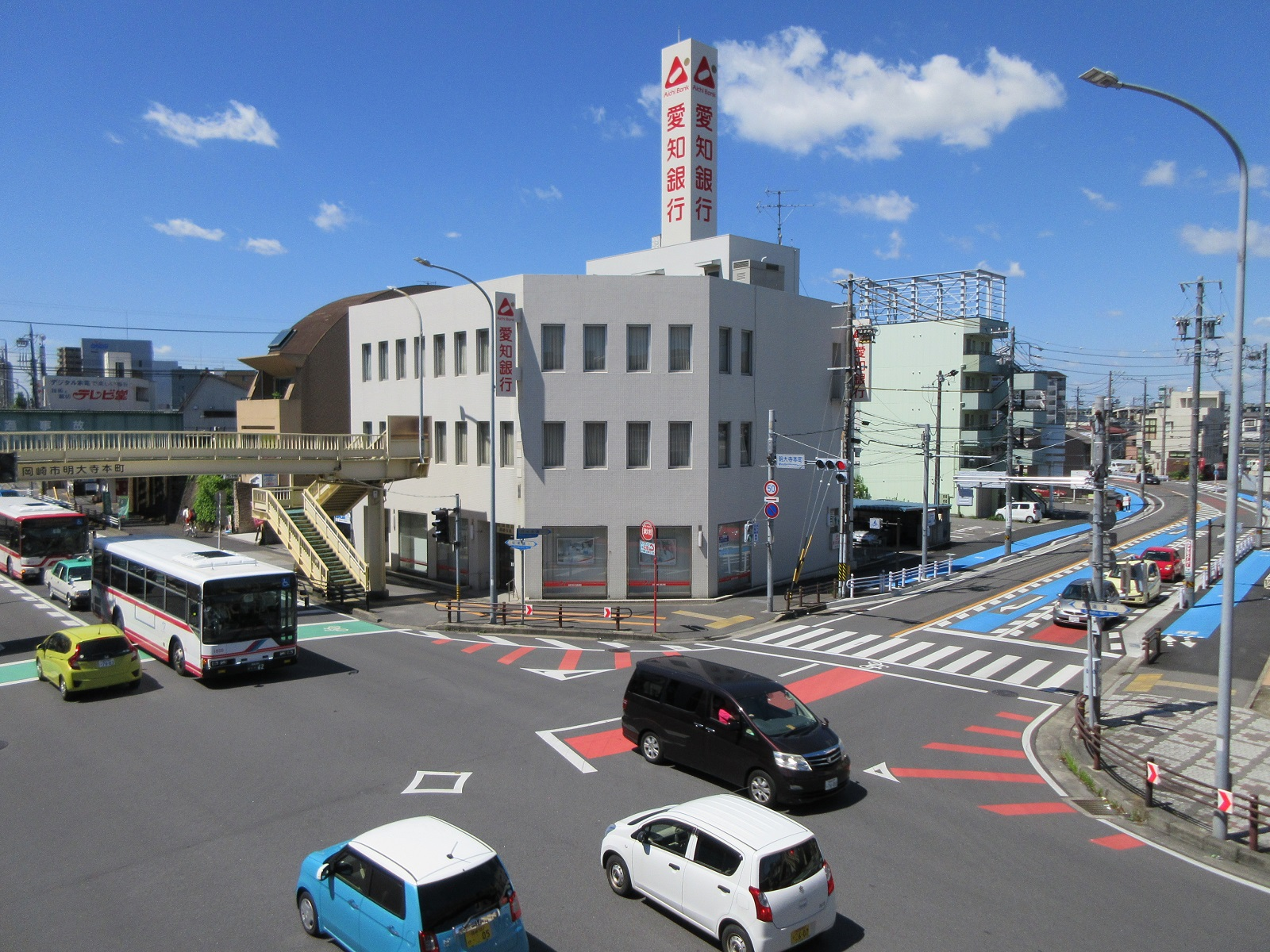
岡崎支店
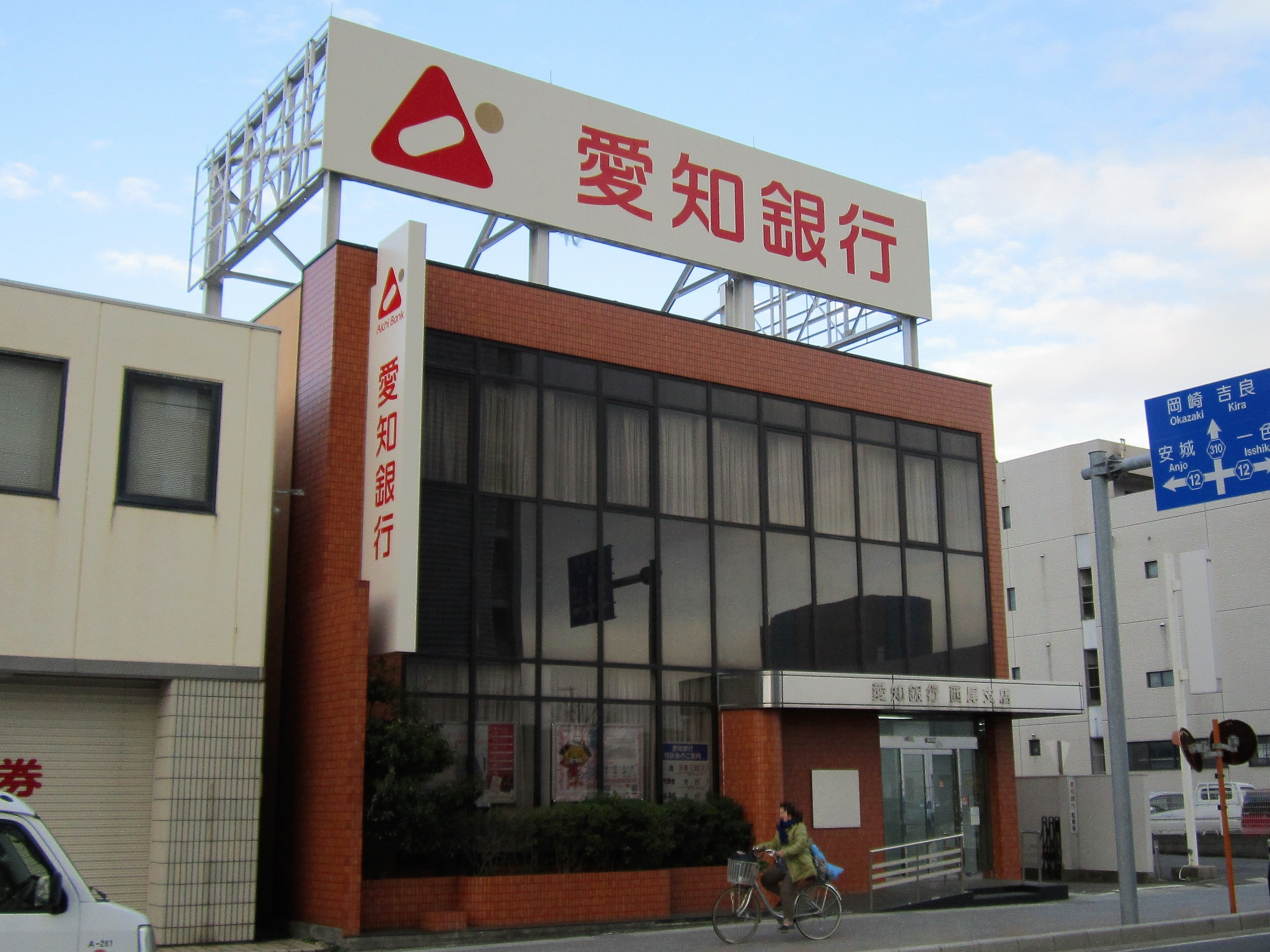
西尾支店
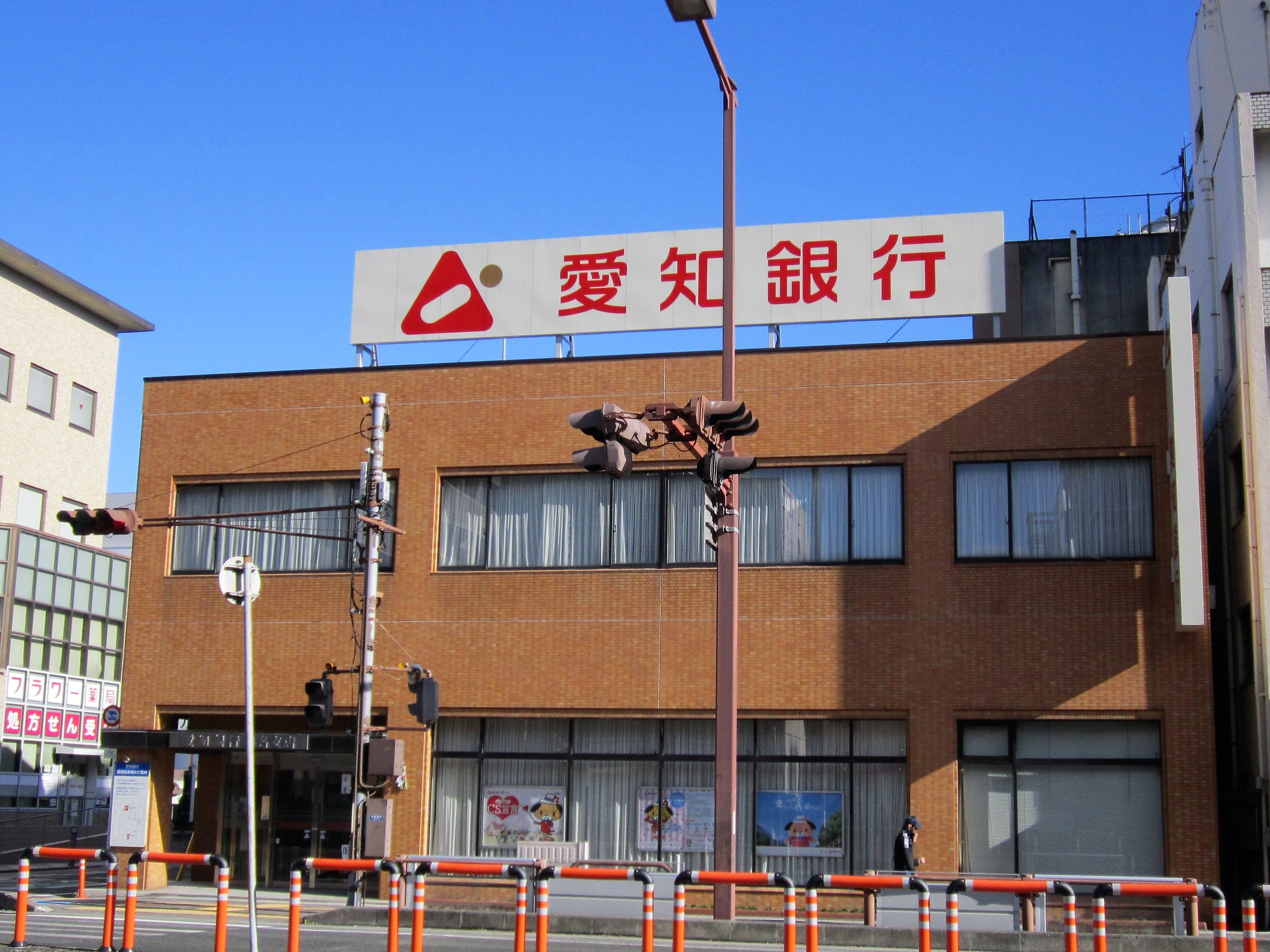
桑名支店
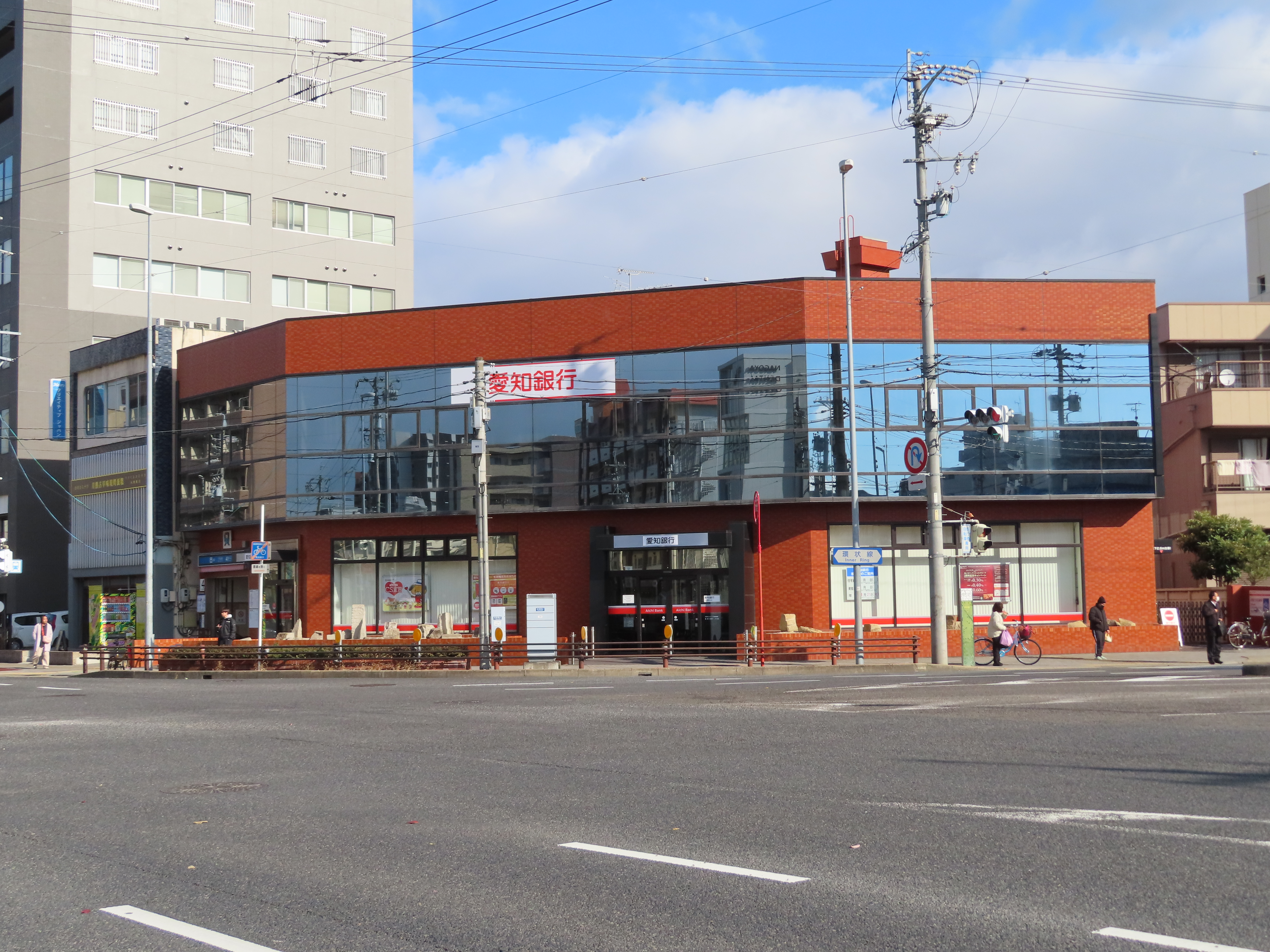
大曽根支店 「あいち銀行」転換直前のため、行名表記はステッカーで記載。

## 沿革

### 無尽会社の設立と金融統制による合同
1910年（明治43年）、母体の1つである「日本貯蓄興業株式会社」が設立された。同社は1915年（大正4年）施行の無尽業法のもとで免許を受け、翌1916年に「名古屋無尽株式会社」に商号変更した。
1919年（大正8年）には丹羽郡大口村で「愛知無尽」が営業を開始した。
日中戦争の勃発による戦時体制のもとで、大蔵省は「一県一社」の方針で、無尽会社の合同を勧奨した。愛知県下では1941年（昭和16年）以降、勧業無尽（栄無尽・寿無尽・昭和商工無尽）、東海無尽（豊橋無尽・日本無尽）、愛知無尽（名古屋無尽・愛知無尽）の3社が合併により設立された。1944年には更にこの3社が合併し、「愛知合同無尽株式会社」となった。

### 戦後の再建と相互銀行への転換
太平洋戦争後、戦時補償債務の打ち切りは経営に大きな打撃を与えた。再建のため、中央官庁から日比野襄を社長に迎え、「中央無尽」として再出発した。
1951年（昭和26年）、相互銀行法のもとで免許を受け、「中央相互銀行」となった。

### 信用組合の合併と普通銀行への転換

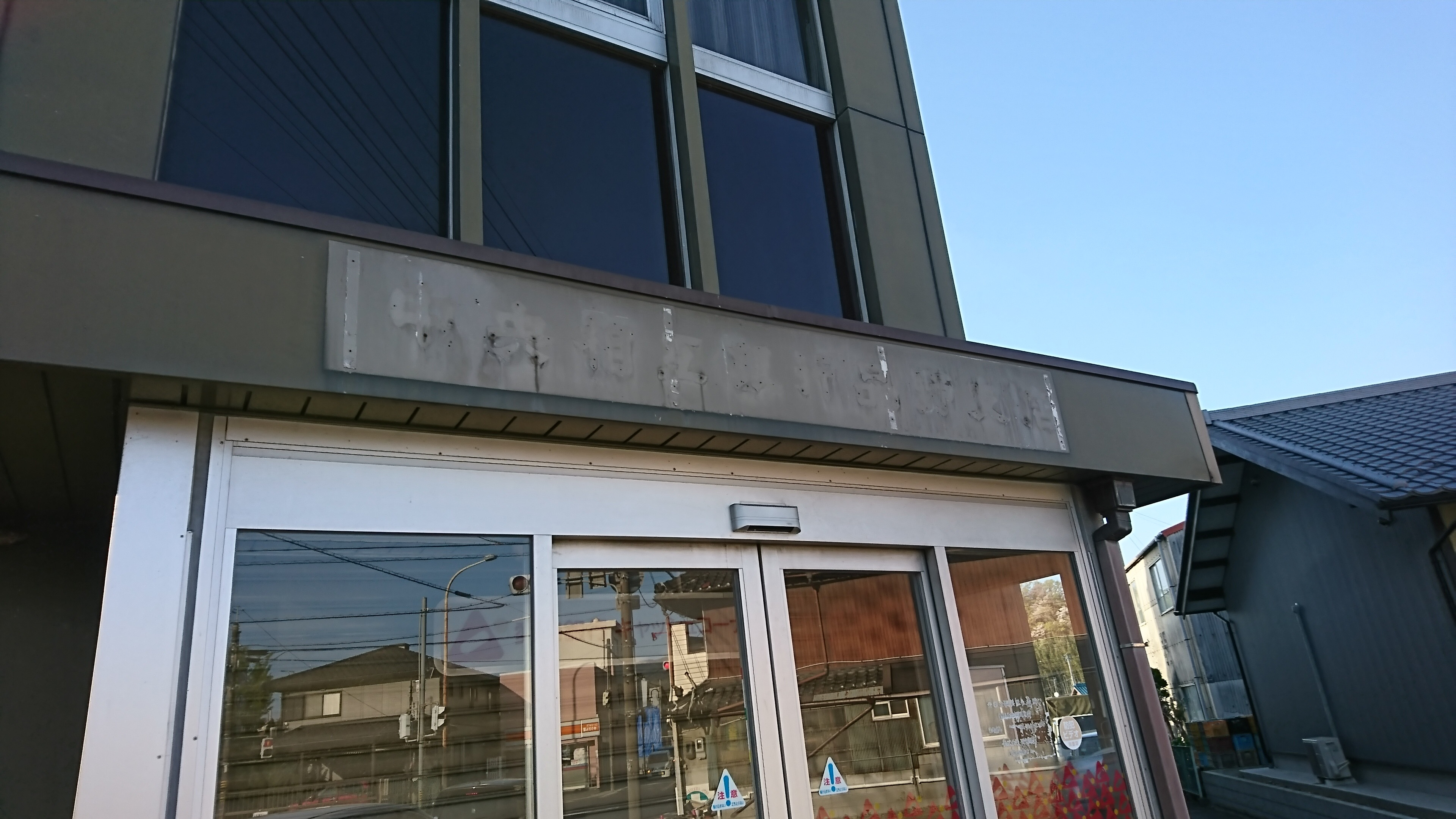
旧愛知銀行品野支店（旧品野信用組合。愛知県瀬戸市）の建物。前身の「中央相互銀行」の文字がうっすら残る。

1968年（昭和43年）に成立した金融機関の合併及び転換に関する法律を受けて、2つの信用組合を合併した。
1989年（平成元年）、普通銀行に転換し、名称を「愛知銀行」と改めた。

### 年表
- 1910年（明治43年）9月17日 - 日本貯蓄興業株式会社として創業[15]。
- 1916年（大正5年）10月23日 - 名古屋無尽株式会社に商号変更[15]、無尽会社となる。
- 1918年（大正7年）6月24日 - 大正無尽株式会社設立、翌1919年（大正8年）3月21日に愛知無尽株式会社へ、1927年（昭和2年）8月31日に株式会社愛知無尽へ改称[15]。
- 1924年（大正13年）4月23日 - 三河無尽株式会社設立、1931年（昭和6年）3月1日に榮無尽株式会社へ改称[15]。
- 1931年（昭和6年）
  - 6月7日 - 豊橋無尽株式会社設立[15]。
  - 12月25日 - 壽無尽株式会社設立[15]。
- 1932年（昭和7年）
  - 4月16日 - 昭和商工無尽株式会社設立[15]。
- 1933年（昭和8年）1月5日 - 日本無尽株式会社設立[15]。
- 1941年（昭和16年）
  - 8月1日 - 壽無尽・榮無尽・昭和商工無尽が合併、勧業無尽株式会社を設立[15]。
  - 8月7日 - 豊橋無尽と日本無尽が合併、東海無尽株式会社を設立[15]。
- 1942年（昭和17年）2月4日 - 愛知無尽と名古屋無尽が合併、愛知無尽株式会社を新規設立[15]。
- 1944年（昭和19年）5月15日 - 愛知無尽・勧業無尽・東海無尽が合併、愛知合同無尽株式会社設立[15]。
- 1948年（昭和23年）2月27日 - 中央無尽株式会社に商号変更[15]。
- 1951年（昭和26年）10月20日 - 相互銀行に転換、株式会社中央相互銀行に商号変更[15][注釈 2]。
- 1961年（昭和36年）10月 - 名古屋証券取引所第2部上場。
- 1964年（昭和39年）2月 - 名古屋証券取引所第1部上場。
- 1971年（昭和46年）4月1日 - 昭和信用組合を合併[15][注釈 3]
- 1972年（昭和47年）7月 - 第1次オンラインシステム稼働。
- 1973年（昭和48年）4月1日 - 品野信用組合を合併[15][注釈 1]。
- 1981年（昭和56年）10月 - 第2次オンラインシステム稼働[16]。
- 1983年（昭和58年）2月14日 - ダイヤモンドクレジット（後のディーシーカード、現三菱UFJニコス）との共同出資により「中銀ダイヤモンドクレジット」（現:愛銀ディーシーカード）を設立。
- 1988年（昭和63年）5月 - 第3次オンラインシステム稼働。
- 1989年（平成元年）2月1日 - 普通銀行に転換、株式会社愛知銀行に商号変更[15]。
- 2002年（平成4年）8月 - 東京証券取引所第1部上場。
- 1996年（平成8年）1月 - 新勘定系オンラインシステム稼働。
- 2007年（平成19年）1月4日 - 勘定系システムを日立製作所のメインフレームから「NTTデータ地銀共同センター」にリプレース、運用開始[17][18]。
- 2014年（平成26年）5月12日 - 名古屋市中村区に愛知銀行名古屋駅前ビルが竣工し、名古屋駅前支店が移転開業[19]。
- 2018年（平成30年）1月4日 - JTB中部と、東北地方との交流などによる地方創生で連携協定を締結[20]。
- 2021年（令和3年）
  - 9月6日 - 名古屋銀行と一部店舗外ATMの共同化が開始[21][22]。
  - 12月10日 - 中京銀行との経営統合、および2024年を目処に両行合併で合意したと発表[23]。
- 2022年（令和4年）
  - 9月29日 - 上場廃止。
  - 10月3日 - 中京銀行とともにあいちフィナンシャルグループの完全子会社となる[24]。
- 2025年（令和7年）1月1日 - 中京銀行を吸収合併し、株式会社あいち銀行に商号を変更。

## 関連会社
- 愛銀ビジネスサービス株式会社
- 株式会社愛銀ディーシーカード
- 愛銀リース株式会社
- 株式会社愛銀コンピュータサービス
- 愛知キャピタル株式会社

## CM・キャラクター

### CM出演者
- 佐藤仁美
- 薬師寺容子

### マスコットキャラクター
- リトルラヴィン（サンリオとのコラボレーション）

## 在籍した著名人
- 鈴木修
  - 中央大学法学部卒業後、当時の中央相互銀行に勤務。1958年（昭和33年）鈴木自動車工業（現・スズキ）創業者一族の婿養子となり、同社会長兼社長や相談役を務めた。
- 磯野貴理子
  - 高校卒業後、当時の中央相互銀行に勤務。1987年（昭和62年）に上京してタレントに転向する。

## 不祥事
- 2020年（令和2年）6月29日 - 蟹江支店の女性行員（60歳）が勤務時間内に、支店の現金保管庫内から現金500万円を窃んだとして、窃盗の疑いで7月1日に愛知県警に逮捕される。現金保管庫には9,246万5,000円の違算金が生じており、当該行員の関与が強く疑われ、本人も数年間にわたる着服の事実を認めていることから警察による捜査が進められている。当該行員は7月6日付で懲戒解雇処分[25]。